# Stazione di Bussy-Saint-Georges
La stazione di Bussy-Saint-Georges (in francese Gare de Bussy-Saint-Georges) è una stazione ferroviaria situata nel comune di Serris, Francia, nella regione Île-de-France.
La stazione è a servizio della RER A di Parigi.
Questa stazione è una di quelle create a fine Novecento nell’ambito del progetto di Disneyland Paris.
È una stazione della Régie autonome des transports parisiens.